# American Truck Simulator
American Truck Simulator är ett lastbilssimulatorspel som gavs ut den 2 februari 2016, utvecklat av SCS Software till Windows, OS X och Linux. Spelet är en uppföljare till spelet Euro Truck Simulator 2 från 2012. Spelaren kan köra ett urval av långtradare genom en del av USA, plocka upp laster från olika platser och leverera dem. Under spelets gång är det möjligt för spelaren att köpa fler fordon och garage samt anställa förare att arbeta i spelarens företag.

## Spelgenomgång
Spelkartan är en nedskalad representation av USA. Från början fanns endast Kalifornien och Nevada med i spelet. Arizona släpptes sommaren samma år som spelet, och blev ett gratis expansionspaket. Även New Mexico och Oregon har släppts, med fler planerade.
Spelaren väljer platsen för sitt högkvarter i någon av spelets städer. Till en början kan spelaren endast ta snabba jobb, som innebär att spelaren utför leveranser som hyrd förare inom ett leveransföretag med en försedd lastbil och alla kostnader (bränsle, vägtullar) täckta. När spelaren tjänar pengar eller tar banklån, kan de på sikt ha råd att köpa sig en egen lastbil, skaffa sig ett hemgarage och börja tjäna in mer pengar genom att leverera laster med sin egen lastbil istället för bara som en hyrd förare. Pengar som tjänas i spelet kan spenderas på att uppgradera eller köpa in nya lastbilar, anställa NPC:er som förare att ta på sig leveranser, köpa flera garage och expandera hemgaraget för att hushålla flera lastbilar och förare.
Spelaren erhåller erfarenhetspoäng efter varje leverans. Ett färdighetspoäng tilldelas även ut efter varje uppnådd nivå, som kan spenderas på att låsa upp leveranser som kräver olika ADR-klasser, längre distanser, särskilda fraktlaster, ömtåliga laster, brådskande leveranser eller sparsam körning. Denna progression tillåter spelaren att ta på sig bättre betalda jobb.

### Lastbilar i spelet
- Peterbilt 579[3]
- Peterbilt 389[4]
- Kenworth T680[3]
- Kenworth W900[5]

## Städer

### Kalifornien
Städer i spelet som ligger i delstaten Kalifornien (efter folkmängd):
- Los Angeles
- San Diego
- San Francisco
- Fresno
- Sacramento
- Oakland
- Bakersfield
- Stockton
- Oxnard
- Carlsbad
- Redding
- Santa Maria
- Santa Cruz
- San Rafael
- El Centro
- Eureka
- Barstow
- Oakdale
- Truckee
- Ukiah
- Huron
- Hornbrook

### Nevada
Städer i spelet som ligger i delstaten Nevada (efter folkmängd):
- Las Vegas
- Reno
- Carson City
- Elko
- Winnemucca
- Ely
- Tonopah
- Jackpot
- Primm
- Pioche

### Arizona
Städer i spelet som ligger i delstaten Arizona (efter folkmängd):
- Phoenix
- Tucson
- Yuma
- Flagstaff
- Sierra Vista
- Kingman
- Nogales
- Camp Verde
- Show Low
- Page
- Kayenta
- Holbrook
- Grand Canyon Village
- Ehrenberg
- San Simon